# Jean-Jacques Krafft
Jean-Jacques Krafft es un escultor francés, nacido en el 6 de septiembre de 1910 y fallecido el 8 de marzo de 1997.
Nació en el seno de una familia lorenesa emigrada a París algunos años después de 1870. Su padre, nacido alemán cerca de Forbach, se restableció francés en 1883 en París, donde se convirtió en ebanista-tacleador en el Faubourg Saint-Antoine (barrio de San Antonio).